# William Randal Cremer
William Randal Cremer (født 18. marts 1828, død 22. juli 1908), kendt under mellemnavnet «Randal», var en engelsk snedker som blev politiker. Han blev tildelt Nobels fredspris i 1903.